# Un bilet pentru Tranai
„Un bilet pentru Tranai” ("A Ticket to Tranai") este o povestire științifico-fantastică umoristică scrisă de autorul american Robert Sheckley. A apărut inițial în revista Galaxy Science Fiction din octombrie 1955 și apoi a fost publicată în colecția de povestiri Citizen in Space (1955). 
În limba română a fost tradusă de Delia Ivănescu și a fost publicată în volumul Monștrii (1995, Editura Nemira, Colecția Nautilus).

## Prezentare
Marvin Goodman, obosit de guvernul extrem de puternic de pe Pământ, de nedreptatea socială și de pasivitatea locuitorilor, se hotărăște să plece pe planeta Tranai - care îi este descrisă ca fiind o utopie liberală. După numeroase probleme, ajunge la celălalt capăt al galaxiei și devine cetățean al acestei planete. Pe Tranai de șase secole nu a mai avut loc niciun război, nicio crimă, nu mai există nici corupție, nici sărăcie, dar s-a ajuns aici prin metode destul de ciudate: furia este revărsată asupra roboților, soțiile sunt ținute în animație suspendată,   jaful și cerșitul au fost legalizate iar politicienii trebuie să poarte la gât medalioane cu explozibili ca democratizare radicală a mijloacelor de combaterea a corupției. După ce a gustat toate aceste beneficii și multe altele, Goodman a ales să se întoarcă pe Pământ pentru a scăpa de „fericirea“ de pe Tranai.

## Legături externe
- en  Istoria publicării lucrării Un bilet pentru Tranai la Internet Speculative Fiction Database